# Vera Möller
Vera Möller (* 25. April 1911 in Kiel; † 1998 in Hamburg) war eine deutsche Schriftstellerin, Illustratorin und Golfsportlerin.

## Leben

### Werdegang
Vera Möller studierte in München und drei Jahre an der Landeskunstschule in Hamburg unter Richard Luksch.
Ihr umfangreiches Werk (figürliche Plastiken, Sgraffiti, transparente Glasmosaiken) fertigte sie seit 1932 in ihrem eigenen Atelier in Pepers Diek 14 in Hamburg-Blankenese; hierbei wurde sie stark vom Ballett angeregt, Tanzfiguren bestimmten ihr Werk.
Sie fertigte auch Spielzeugentwürfe für Steiff und Schildkröt.

### Schriftstellerisches Wirken
Obwohl Autorin mehrerer Bücher, gewann Vera Möller insbesondere mit den von ihr zusammengetragenen Witzen der Hamburger Göre Klein Erna und deren Familie (zumal Klein Bubi), die ab 1938 in mehreren von ihr illustrierten Folgen als Buch erschienen, in und um Hamburg eine unverwüstliche Popularität. Der Stil der sehr kurzen anekdotischen Geschichten ist ein dialektal (missingsch) eingefärbtes Hochdeutsch, eine Alltagssituation wird entworfen und ein trockener, unerwarteter und gänzlich unsentimentaler Satz (Kurzkommentar oder Replik einer handelnden Person) setzt eine erinnerungskräftige Pointe. Noch heute [2007] kann man bei eingesessenen Hamburgern davon ausgehen, dass sie die eine oder andere der Klein-Erna-Geschichten erzählen können und über z. B. die Worte Klein’ Tapeßiernagel! oder Lass’as doch den Schaffner machen! grinsen müssen.

## Trivia
1953 wurde Vera Möller Deutsche Meisterin im Golf.

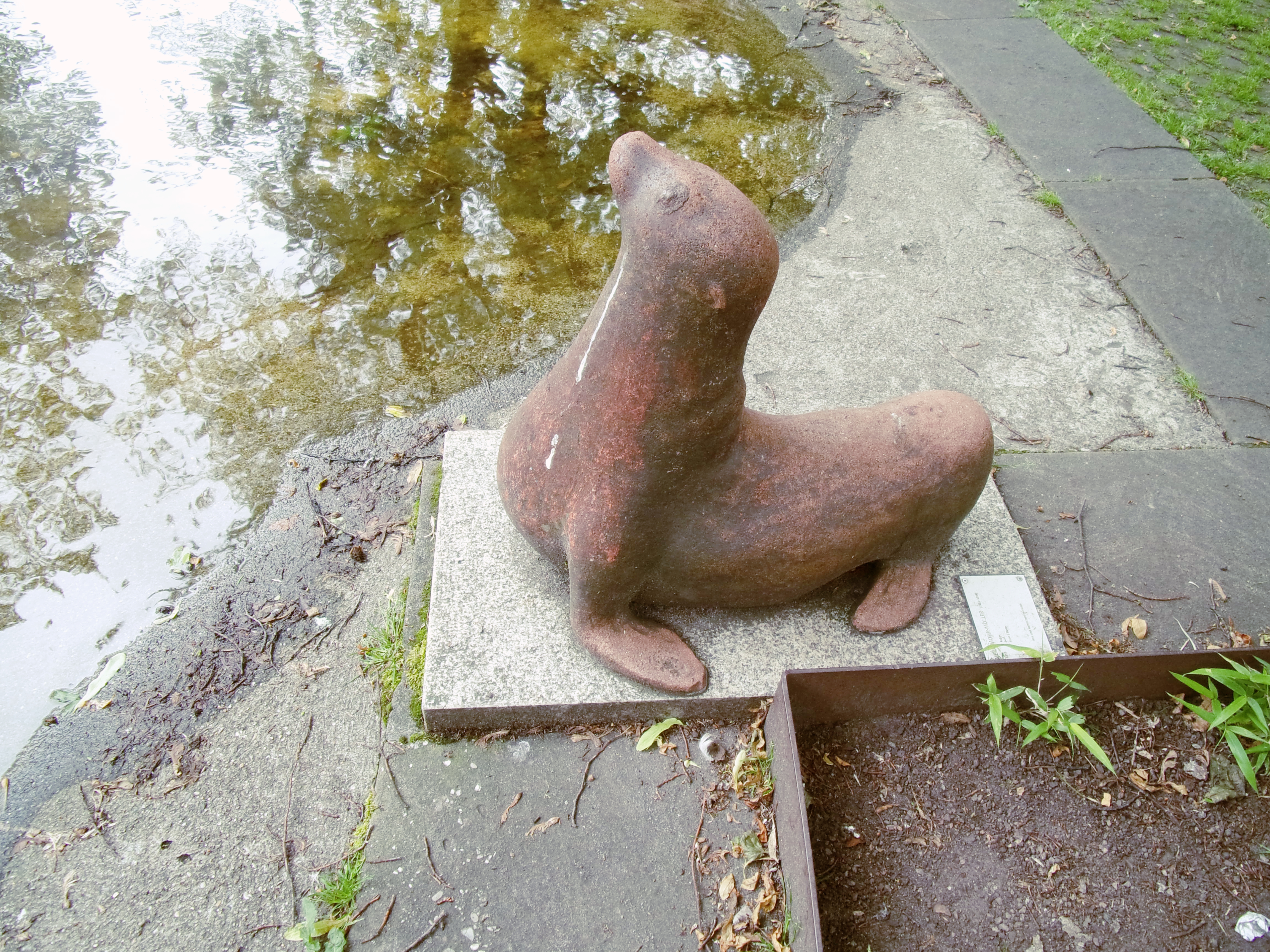
Robbe am Harburger Rathausplatz

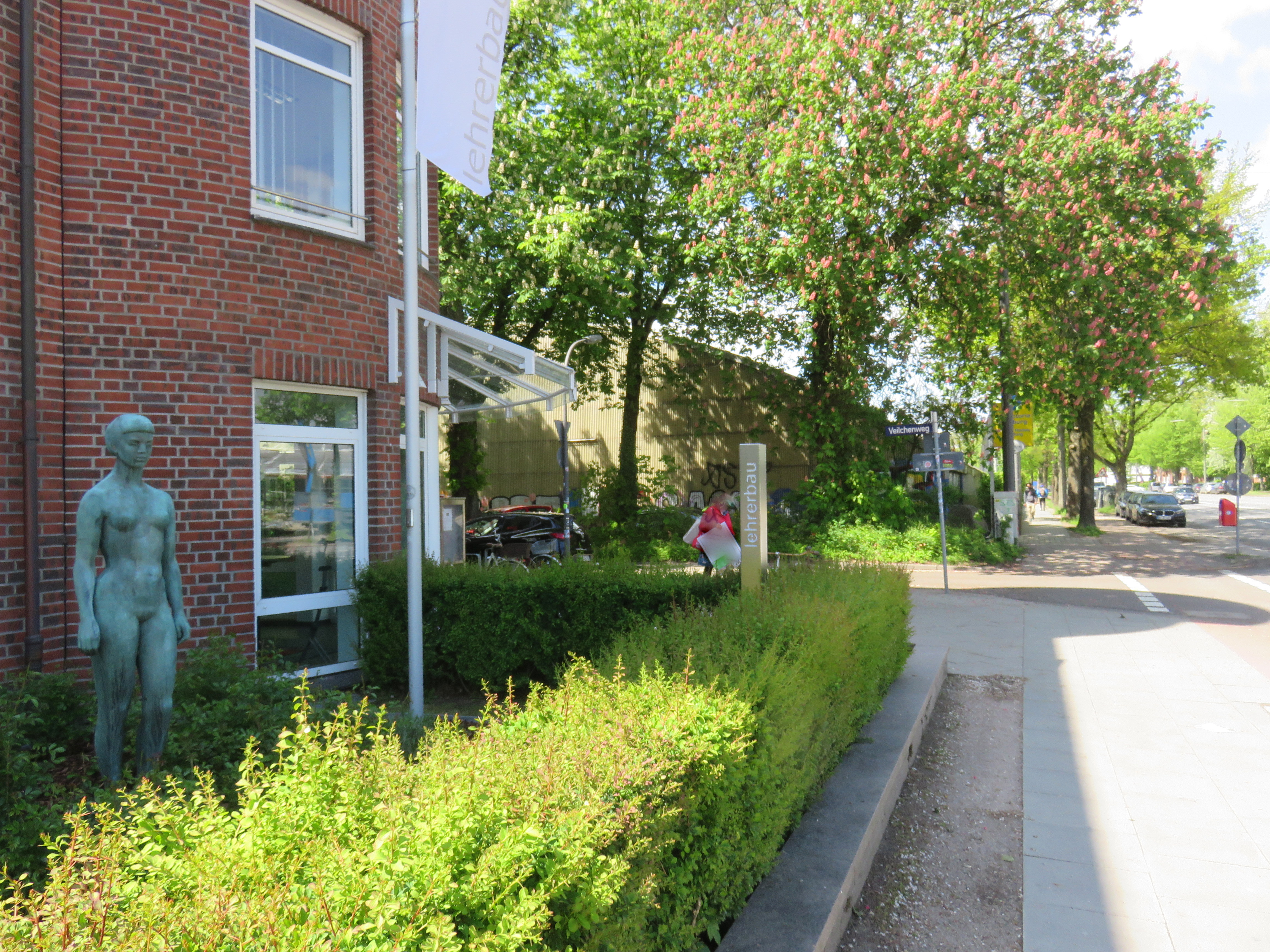
”Stehende”, Hamburg-Lokstedt

## Werke (Auswahl)
- Am Harburger Rathausplatz befindet sich ihre Robben-Skulptur.
- Bronze-Skulptur “Stehende” (1953), Lokstedter Steindamm 74a in Hamburg-Lokstedt.

## Publikationen
- Klein Erna. Ganz dumme Hamburger Geschichten. Nacherzählt und gezeichnet von Vera Möller, Hans Christian Verlag, Hamburg 1950 (Bde. 1–4), 1964 (Bd. 5).